# Museu de História Marítima
No Museu de História Marítima-Aquário (em sueco Sjöfartsmuseet Akvariet) é possível ver exposições relacionadas com o mar, o comércio marítimo e a pesca, assim como visitar um aquário com águas tropicais e nórdicas.
Está situado em Gotemburgo, no bairro de Majorna, e foi inaugurado em 1933 pelo rei Gustavo V.
Junto ao museu está a Torre do Marinheiro (Sjömanstornet).
No edifício há um café e uma sala de recreio para crianças com um modelo de um barco de pesca.